# Prionapteryx nebulifera
Prionapteryx nebulifera là một loài bướm đêm trong họ Crambidae.